# Naoshi Nakamura
Naoshi Nakamura, född 27 januari 1979 i Chiba prefektur, Japan, är en japansk före detta fotbollsspelare.